# مروان سیده
مروان سیده (عربی: مروان سيدة؛ زادهٔ 5/October/1986- (umur29)) یک ورزشکار اهل سوریه است.
از باشگاه‌هایی که در آن بازی کرده‌است می‌توان به باشگاه فوتبال الکرامه سوریه اشاره کرد.